# 토월중학교 축구부
토월중학교 축구부는 경상남도 창원시에 위치한 토월중학교의 축구부이다. 토월중학교가 운영하는 축구부로 1994년에 창단  하였다.

## 역사
과거 경남 FC과의 협약을 통해 경남 FC의 산하 유스팀으로 활동하기도 하였다.

## 같이 보기
- 토월중학교
- 경남 FC